# جايمي صالح
جايمي صالح (بالهولندية: Jaime Saleh)‏ هو سياسي هولندي، ولد في 20 أبريل 1941 في هولندا.